# Yangfanglin (sockenhuvudort i Kina, Hubei Sheng, lat 29,48, long 114,36)
Yangfanglin är en sockenhuvudort i Kina. Den ligger i provinsen Hubei, i den centrala delen av landet, omkring 120 kilometer söder om provinshuvudstaden Wuhan. Antalet invånare är 12 727. Befolkningen består av 6 221 kvinnor och 6 506 män. Barn under 15 år utgör 22,0 %, vuxna 15-64 år 68 %, och äldre över 65 år 8,0 %.
Runt Yangfanglin är det ganska tätbefolkat, med 166 invånare per kvadratkilometer. Närmaste större samhälle är Dalu, 14,4 km nordost om Yangfanglin. I omgivningarna runt Yangfanglin växer i huvudsak blandskog.
Genomsnittlig årsnederbörd är 2 181 millimeter. Den regnigaste månaden är maj, med i genomsnitt 349 mm nederbörd, och den torraste är januari, med 56 mm nederbörd.